# Transpo '72
Transpo '72（U.S. International Transportation Exposition）は、1972年5月27日から6月4日までワシントンD.C.のダレス国際空港で開催された交通関係の見本市。

## 概要
開催期間はわずか9日間だったが、自動案内軌条式旅客輸送システムやターボトレイン等の高速鉄道が展示された。当時の新鋭機種だったDC-10等のワイドボディ機が展示された。開催の経緯はヨーロッパにはファーンボロー航空ショー、パリ航空ショー等の自国の航空機を売り込む目的の国際的な航空ショーがあったものの、アメリカ国内には相当する航空ショーがなかったので開催することにした。当初は航空ショーとして航空機を各国の関係者に売り込む目論見だったが、航空機産業はベトナム戦争の終結とアポロ計画の終了に伴い、売り上げが下降線を辿っていた。そこで航空機だけでなく当時開発が進みつつあったTTI ホバー等の空気浮上式鉄道やROMAG磁気浮上鉄道を含む新交通システムも展示して売り込みを企図した。来場者数は当初の見込みの100万人を上回る125万人が来場した。入場料は大人は3$で子供は1$だった。

## 影響
開催期間はわずか9日間と短期間ではあったが、当時開発途上だった自動案内軌条式旅客輸送システムが実演され、その後、各地に設置される契機となった。